# ムフタール・アリ
ムフタール・アリ（アラビア語: مختار علي、 1997年10月30日 - ）は、サウジアラビアとイングランドとソマリアのサッカー選手。サウジアラビア代表。ポジションはMF。

## クラブ歴
2008年にレイトン・オリエントFCの下部組織からチェルシーFCU-11に移籍。2015年と2016年にはFAユースカップを制覇、選手デビュー前にもかかわらずソマリア年間最優秀スポーツ選手にもノミネートされた。
2017年1月29日にフィテッセに半年の期限付き移籍。2月4日の試合でヨング・フィテッセの一員として出場した 。そして同月19日の試合でマーヴェラス・ナカンバに代わって84分から出場しトップチーム初出場を記録した。2017年7月17日、フィテッセはアリを3年契約で完全移籍で獲得しました。 2019年8月31日にアル・ナスルに完全移籍した。2022年1月29日、彼はアル・ナスルとの契約を2025年まで更新し、アル・タイにレンタル移籍しました。

## 代表歴
アンダー代表としてはU-16、U-17年代でイングランド代表として出場した。その後サウジアラビアに転向し、U-23代表、A代表として出場した。A代表初出場は2017年10月7日のジャマイカ代表との親善試合であった。

## 私生活
ソマリ系の家に生まれた。出生地についてはチェルシーやフィテッセの公式サイトや欧州のメディアではモガディシュとなっているが、本人はジッダであると主張しており、サウジアラビアサッカー連盟は本人の主張に従っている。出生してからはサウジアラビアで育ち、その後イングランドに移住した。